# Prey (película de 2024)
Prey (anteriormente titulada Kalahari )  es una película de suspense y acción estadounidense escrita y dirigida por Mukunda Michael Dewil y protagonizada por Ryan Phillippe, Mena Suvari y Emile Hirsch.

## Reparto
- Ryan Phillippe
- Mena Suvari
- Emile Hirsch
- Dylan Flashner
- Tristan Thompson
- Jeremy Tardy
- Michaela Sasner

## Producción
En mayo de 2023, se anunció que el rodaje terminó.

## Estreno
La película fue estrenada el 15 de marzo de 2024.